# Albert Ottenweller
Albert Henry Ottenweller (ur. 5 kwietnia 1916 w Stanford, Montana, zm. 23 września 2012 w Toledo, Ohio) – amerykański duchowny katolicki, w latach 1977–1992 ordynariusz Steubenville.

## Życiorys
Jego rodzina, gdy miał sześć lat przeniosła się do Ohio. W roku 1943 uzyskał licencjat z teologii na Katolickim Uniwersytecie Ameryki. Święcenia kapłańskie otrzymał 19 czerwca 1943 z rąk ówczesnego ordynariusza Toledo Karla Altera. Przez następne dziesięciolecia pracował duszpastersko na terenie diecezji Toledo. Od 1968 wikariusz generalny.
17 kwietnia 1974 otrzymał nominację na biskupa pomocniczego Toledo ze stolicą tytularną Perdices. Sakry udzielił mu bp John Anthony Donovan. 27 września 1977 mianowany ordynariuszem Steubenville. Na emeryturę przeszedł 28 stycznia 1992.